# Свети Антон Падуански (Белене)
„Свети Антон Падуански“ е християнска църква в Белене, България, част от Никополската епархия на Римокатолическата църква. Църквата е енорийски храм.

## История на енорията
През 80-те години на XIX век борбата за контрола върху финансовите приходи и разходи на енорийската църква разделя католиците в Белене на две – едната, групирана около свещениците, защитава стария начин на управление на църковния бюджет, при който решаващата роля принадлежи на енорийския свещеник, а другата, обединена около светската власт, се бори за промяна, осигуряваща по-големи правомощия на миряните. По-късно конфликтът прераства във въпроса за назначаване на католически свещеници от български произход и с българско поданство.
В началото на декември 1893 г. епископ Иполито Агосто пристига в село Белене във връзка с ескалиралият проблем за произхода на свещениците. На 3 декември 1893 г. той почива внезапно в селото.
Неговият наследник епископ Анри Дулсе разбира, че противоречията между католиците в Белене са непреодолими и затова решава да остави вече съществуващия храм Рождение на Блажена Дева Мария на малцинството, бунтуващо се срещу чужденците (наричани национални дейци), и да учреди нова енория за останалите, които не се интересуват от националността на духовенството (наричани доминисти). Така се ражда в Белене втората енория „Свети Антоний Падуански“ с първи свещеник поляка с немско поданство Вилибалд Чок.
През 1919 г. енория има 1600 енориаши и свещеник е отец Антон Марков.
От 1981 г. в продължение на 20 години отец Игнат Бадов служи в църквата.
За енорията се грижат свещеници от Конгрегацията на Пасионистите и сестри от Конгрегацията на Свети Йосиф на Явлението.

## История на храма
Строителството на църква за новата енория започва през 1898 г. Основният камък е осветен от епископ Анри Дулсе. Храмът е завършена през 1901 г. и осветен през 1902 г. от епископ Дулсе. През 1925 г. е извършено обновление на сградата.
През 2005 г. апсидата е украсена със стенописи.
Храмов празник – 13 юни.